# Elophos designata
Elophos designata là một loài bướm đêm trong họ Geometridae.